# 鳥葬
鳥葬（ちょうそう）とは葬儀、または死体の処理方法のひとつであり、肉食の鳥類に死体を処理させるものである。

## 概要
チベット仏教にて行われるのが有名である。またパールスィーと呼ばれるインドのゾロアスター教徒も鳥葬を行う。国や地域によっては、法律などにより違法行為となる。日本では、鳥葬の習慣はないが、もし行った場合刑法190条の死体損壊罪に抵触する恐れがある。
チベットの鳥葬はムスタン王国建国の数百年後に始まったと考えられ、現在も続いている。
ゾロアスターは古代ペルシア（現在のイラン）にルーツを持ち、死者の肉を削ぎ動物に与える風習があった。
カリフォルニア大学マーセド校の考古学者マーク・アルデンダーファー（Mark Aldenderfer）は、「ゾロアスター教の葬儀をアッパームスタンの古代人が取り入れ、その後にチベットの鳥葬へと形を変えた可能性がある」という仮説を提示している。

## チベットの鳥葬
チベットの葬儀は5種類あるとされる。すなわち塔葬・火葬・鳥葬・水葬・土葬である。このうち塔葬はダライ・ラマやパンチェン・ラマなどの活仏に対して行われる方法であり、一般人は残りの4つの方法が採られる。チベット高地に住むチベット人にとって、最も一般的な方法が鳥葬である。葬儀に相当する儀式により、魂が解放された後の肉体はチベット人にとっては肉の抜け殻に過ぎない。その死体を郊外の荒地に設置された鳥葬台に運ぶ。それを裁断し断片化してハゲワシなどの鳥類に食べさせる。これは、死体を断片化する事で血の臭いを漂わせ、鳥類が食べやすいようにし、骨などの食べ残しがないようにするために行うものである。
宗教上は、魂の抜け出た遺体を「天へと送り届ける」ための方法として行われており、鳥に食べさせるのはその手段に過ぎない。日本では鳥葬という訳語が採用されているが、中国語では天葬などと呼ぶ。また、多くの生命を奪ってそれを食べることによって生きてきた人間が、せめて死後の魂が抜け出た肉体を、他の生命のために布施しようという思想もある。死体の処理は、鳥葬を執り行う専門の職人が行い、骨も石で細かく砕いて鳥に食べさせ、あとにはほとんど何も残らない。ただし、地域によっては解体・断片化をほとんど行わないため、骨が残される場合もある。その場合は骨は決まった場所に放置される。職人を充分雇えない貧しい人達で大きな川が近くにある場合は水葬を行う。水葬もそのまま死体を川に流すのではなく、体を切断したうえで実施される。
鳥葬はチベット仏教の伝播している地域で広く行われ、中国のチベット文化圏だけでなくブータン・ネパール北部・インドのチベット文化圏の一部・モンゴルのごく一部でも行われる。ただ、他の国のチベット人には別の葬儀方法が広まりつつある。
チベット高地で鳥葬が一般的になった理由のひとつに、火葬や土葬は環境に対する負荷が大きすぎることもある。大きな木がほとんど生えないチベット高地で火葬を行うためには、薪の確保が困難である。しかし、森林の豊富な四川省のチベット人は火葬が一般的である。土葬も、寒冷なチベットにおいては微生物による分解が完全に行われず、かつ土が固くて穴掘りが困難なこともあり、伝染病の死者に対し行われる方法である。伝染病患者を鳥葬・水葬にすると病原体の拡散が起こりうるからである。
中国の西蔵自治区当局は鳥葬は非衛生的だとして火葬を奨励していたが、2006年に鳥葬について撮影や報道を禁ずる条例を公布し、伝統文化を保護することになった。チベットには約1000箇所の鳥葬用石台があるが、関係者以外による撮影や見物、および鳥葬用石台近くの採石など開発行為も禁じた。

## ゾロアスター教の鳥葬
ゾロアスター教では、死体は悪魔の住処とされる。葬式は悪魔による汚濁の源を浄化するための儀礼であった。
ゾロアスター教においては、火を善神の象徴として崇拝しており、悪魔の住み処たる死体によって火が穢されるのを避ける。そのため火葬は行われず、同様の理由で土葬や水葬もない。
サーサーン朝ペルシア時代のゾロアスター教社会では、死体は路傍に放置されハゲワシに食われるか、直射日光で乾燥して骨だけになった後にダフマと呼ばれる磨崖穴に入れられる曝葬（ばくそう、風葬と同じ）が行われていた。
インドに流入したゾロアスター教の教徒（パールスィー）もその伝統を受け継いだが、イラン高原と異なり湿潤なインドでは死体が乾燥する前に腐乱してしまうため、磨崖穴にちなんでダフマと名付けられた鳥葬専用の施設を使用している。
英語で沈黙の塔と呼ばれるタワー型のダフマは、古代ローマのコロッセウムにも似た開口部のある円筒状の塔であり、その上に置かれた死体は鳥がついばんで骨となり、骨は陽光によって漂白される。そして最終的には土に還るというわけである。その際、すみやかに骨のみになるとよいとされる。
葬儀は亡くなったその日に行われるのが良いとされるが、日没後には行われない。遺体は金属製の台に乗せられ、ダフマの近くまで葬列を組んで送られる。遺族はダフマの近くで最後の別れを行い、遺体運搬人によるダフマへの行進を見届けた後、身を清めて没後3日間死者のための儀式を行う。
ダフマはインドのムンバイに2基、ナヴサーリーに2基あるほか、インド亜大陸のパールスィー居住区では数多く見ることが出来る。